# Três Nações 1999
O Três Nações 1999 foi a IV edição do Torneio, a competição esportiva internacional anual de rugby entre a Austrália (Wallabies), Nova Zelândia (All Blacks) e a África do Sul (Springboks).
O torneio foi disputado entre os dias 10 de Julho e 28 de Agosto.
Os times se enfrantaram em jogos de ida e volta, vencedora foi a seleção neozelandesa os All Blacks (3º título).
A Austrália ganhou a Copa Bledisloe (contra a Nova Zelândia).

## Jogos
| 10 de Julho de 1999 |        |               |         |
| Nova Zelândia       | 28 - 0 | África do Sul | Dunedin |
|                     |        |               | Dunedin |

| 17 de Julho de 1999 |        |               |          |
| Austrália           | 32 - 6 | África do Sul | Brisbane |
|                     |        |               | Brisbane |

| 24 de Julho de 1999 |         |           |          |
| Nova Zelândia       | 34 - 15 | Austrália | Auckland |
|                     |         |           | Auckland |

| 7 de Agosto de 1999 |         |               |          |
| África do Sul       | 18 - 34 | Nova Zelândia | Pretória |
|                     |         |               | Pretória |

| 14 de Agosto de 1999 |        |           |                |
| África do Sul        | 10 - 9 | Austrália | Cidade do Cabo |
|                      |        |           | Cidade do Cabo |

| 28 de Agosto de 1999 |        |               |        |
| Austrália            | 28 - 7 | Nova Zelândia | Sydney |
|                      |        |               | Sydney |

## Classificação
| Seleção       | Vitórias | Empates | Derrotas | Pontos a favor | Pontos contra | Pontos +/- | Bonus | Pontos |
| ------------- | -------- | ------- | -------- | -------------- | ------------- | ---------- | ----- | ------ |
| Nova Zelândia | 3        | 0       | 1        | 103            | 61            | +42        | 0     | 12     |
| Austrália     | 2        | 0       | 2        | 84             | 57            | +27        | 2     | 10     |
| África do Sul | 1        | 0       | 3        | 34             | 103           | -69        | 0     | 4      |

Pontuação: Vitória=4, Empate=2, Derrota=0, Bônus para equipe que fizer 4 ou mais tries = + 1, Bônus para equipe que perder por 7 pontos ou menos = + 1.

## Campeã
| Três Nações 1999                              |
| --------------------------------------------- |
| Nova Zelândia (All Blacks) Campeã (3º título) |